# Renalasa
La renalasa es una hormona predominantemente renal, una amino-oxidasa FAD dependiente encargada de metabolizar catecolaminas, implicada así, en la modulación de la función cardiovascular. A diferencia de las MAO-A y MAO-B, no es inhibida por pargilina, ni clorgilina.

## Descubrimiento
Jianchao Xu y colaboradores, a través del mapeo MGC (Mammalian Gene Collection Project), detectaron nuevos genes que codifican proteínas secretadas, seleccionando sólo aquellos que se expresaban predominantemente en el riñón, siendo de interés el clon MGC12474. Tras verificar la activación del gen y la secreción proteica en cultivos celulares específicos, confirmaron su presencia en el ser humano, tras lo cual pasó a llamársele Renalase.

## Genética
El gen de la renalasa reside en el cromosoma 10 en q23.33, que finalmente codifica para una proteína de 342 aminoácidos, con un peso aproximado de 38kDa. El dominio FAD comprende los aminoácidos 4-35 y el dominio amino-oxidasa comprende los aminoácidos 75-339. El gen de la renalasa es también llamado C10orf59 o FLJ11218. Se considera que existen dos isoformas activas: h-renalasa 1 y h-renalasa 2, difiriendo solamente en el número de aminoácidos (342 y 315 respectivamente).

## Síntesis
Se evidencia una gran expresión en el riñón humano (glomérulo y túbulo proximal), aunque también es expresado en menor medida en el corazón, músculo esquelético, hígado, intestino delgado y probablemente en testículo. A pesar de que su concentración en sangre es más elevada que en orina, en esta última su actividad es 100 veces mayor que en sangre; sugiriendo la presencia de un inhibidor en el plasma. Se ha asociado la deficiencia de renalasa a la disminución de la tasa de filtración glomerular (GFR), siendo implicadas también la sensibilidad e ingesta de sal así como la presión sanguínea.

## Activación
La renalasa es secretada en una forma inactiva monomérica conocida como prorenalasa y es activada a una distribución dimérica con actividad amino-oxidasa, por las catecolaminas sanguíneas y el aumento de la presión sistólica; luego de lo cual se estimula la secreción de renalasa renal.

## Funciones
Es la única amino-oxidasa conocida hasta ahora, que es secretada en el plasma y responsable del metabolismo específico de catecolaminas, degradándolas, en la siguiente prioridad:
- Dopamina > Adrenalina > Noradrenalina.[5]

Con esto, se le atribuye participación en la reducción de:
- Presión arterial media y sistólica.
- Frecuencia cardíaca.
- Gasto cardíaco.
- Contractilidad miocárdica (dP/dt).
- Resistencia vascular periférica.

## Hallazgos y perspectiva
- En ratas sensibles al consumo de sal (predispuestas genéticas a hipertensión), se observó niveles significativamente disminuidos de mRNA de renalasa.[6]

- En ratas inhibidas, con un aRNA, de sintetizar y secretar renalasa, se observó una elevación significativa en la presión arterial comparadas con un control, además, en las ratas inhibidas se observó una presión arterial más alta tras la administración de noradrenalina, comparadas con el control.[7]

- Las complicaciones cardiovasculares (disfunción e hipertrofia ventricular, ICC, ateroesclerosis, IMA, etc.) frecuentes en la enfermedad renal crónica, se correlacionan con una menor capacidad del riñón para secretar renalasa, disminuyendo sus niveles plasmáticos e imposibilitando el aclaramiento de catecolaminas; siendo el aumento de éstas, quizás las principales desecadenantes de la respuesta simpática prevalente en estos pacientes.[8]

- En ratas con una resección de 5/6 de tejido renal, además de la disminución de la síntesis renal, se observó una disminución en la síntesis de renalasa cardiaca. Se propuso un efecto protector de la renalasa, que se analizó con una infusión de esta en situaciones de isquemia, obteniéndose un beneficio significativo comparado con el control; además de reducir el área de miocardio infartada en un 54%; estrechando así las relaciones entre el riñón - renalasa - corazón.[9]

- En el estudio InterASIA, se encontraron dos SNPs (polimorfismo de un solo nucleótido) del gen de la renalasa asociados a hipertensión esencial: rs2576178 GG y rs2296545 CC.[10]

- Se plantea así que una terapia de reemplazo hormonal de renalasa, disminuiría los riesgos cardiovasculares y los casos de hipertensión esencial, a través del control del SN simpático.